# Proctor (Polisskolan)
Sgt./Lt. Proctor är en rollfigur i filmserien Polisskolan som spelas av Lance Kinsey. Rollfiguren är hantlangare till några av filmernas otrevliga poliser Harris & Mauser, vilka försöker motverka seriens huvudpersoner.

## Filmer
Rollfiguren medverkar i fem av de sju filmerna i serien, där han utsätts för en del spratt från huvudpersonerna. Trots att han är en slags hantlangare till Harris och Mauser så är han något snällare än de sistnämnda och följer för det mesta bara order, vilka han i slutändan lyckas förstöra. Han har medverkat i följande filmer:
| Film                                | Rollbeskrivning                                                                               |
| ----------------------------------- | --------------------------------------------------------------------------------------------- |
| Polisskolan 2 – Första uppdraget    | Karaktärens introduktion. Här figurerar han som polisen Mausers hantlangare.                  |
| Polisskolan 3 – Begåvningsreserven  | Återigen så är han Mausers hantlangare i kampen om vilken av skolorna som skall få överleva.  |
| Polisskolan 4 – Kvarterspatrullen   | Förflyttad till nytt distrikt och blivit hantlangare till detta distrikts chef Cap. Harris.   |
| Polisskolan 5 – Uppdrag Miami Beach | Följer med Harris till Miami för att hedra skolans rektor Lassard vid ett stort poliskonvent. |
| Polisskolan 6 – Går under jorden    | Jagar här tillsammans med Harris den mystiska liga som terroriserar staden.                   |